# Regine Velasquez

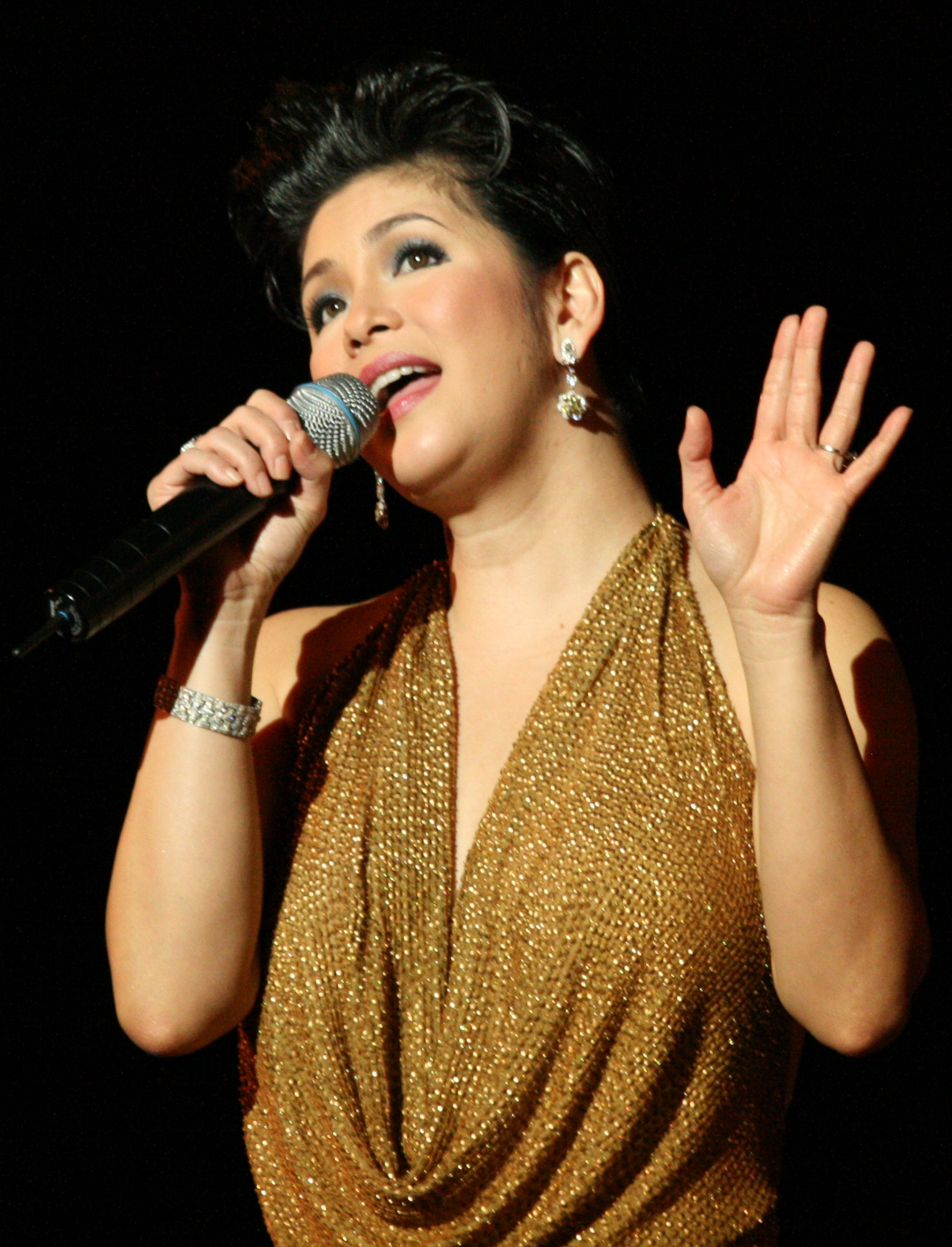
Regine Velasquez (2008)

Regine Velasquez (黎晶, Pinyin: Lí Jīng, POJ: Lê-Cheⁿ) (* 22. April 1970 in Tondo, Metro Manila; eigentlich Regina Encarnacion Ansong Velasquez) ist eine philippinische Sängerin und Schauspielerin.

## Überblick
Seit dem Gewinn des Asia Pacific Singing Contest in Hongkong 1989 wird sie auch als „Asia’s Songbird“ bezeichnet. Sie wurde durch ihren gewaltigen Stimmumfang bekannt.
Velasquez war die erste philippinische Künstlerin, die ein Solokonzert in der Haupthalle der Carnegie Hall gab.
Ihr Album Listen Without Prejudice wurde in mehreren Ländern mit Platin ausgezeichnet. Zu Silvester 1999 sang sie im Rahmen der TV-Produktion 2000 Today ein Lied zum Jahrtausendwechsel in Manila, welches in 55 Rundfunk- und Radiostationen weltweit übertragen wurde. Mit In Love With You, einem Duett mit Jacky Cheung, erreichte sie die Musik-Charts von MTV Asia und Channel V. Sie hat unter anderen mit Paul Anka, David Hasselhoff, 98 Degrees, Brian McKnight, Mandy Moore, Ronan Keating, Stephen Bishop, Jim Brickman, Peabo Bryson, Jeffrey Osborne, Dave Koz, Lea Salonga, Grasshopper, Coco Lee, Michel Legrand, David Pomeranz, Eduardo Capetillo, Fernando Carrillo, und Billy Crawford zusammengearbeitet.
Sie war Teil von mehreren Fernseh- und Filmprojekten und wurde mit dem Best Actress Award für ihre Darstellung einer geistig eingeschränkten Frau in Maalaala Mo Kaya ausgezeichnet. Des Weiteren gründete Velasquez IndiMusic (iMusic), ein Plattenlabel, welches in Partnerschaft mit Bella Tan’s Universal Records steht. Sie wird derzeit von Aria Productions gemanagt.

## Leben

### 1970–1986: Kindheit
Velasquez wurde als erstes Kind von Teresita und Gerardo Velasquez geboren. Ihre Familie zog nach Hinundayan, Southern Leyte, in die Heimatstadt von Regines Mutter, wo sie an der Hinundayan Central School studierte. Sie hat einen Bruder und drei Schwestern.
Velasquez wurde weitestgehend in ihrer früheren Entwicklung musikalisch geprägt. Ihr Vater trainierte ihre Stimme, indem sie singen sollte, während sie bis zum Hals im Meer war. Ihre Mutter brachte ihr bei, sich auf der Bühne zu bewegen und Lieder zu interpretieren. Bevor Regine lesen konnte, lernte sie von ihrem Vater Lieder. Im Alter von sechs Jahren nahm Velasquez an einem nationalen Amateur-Gesangswettbewerb (Tita Betty’s Children’s Show) teil. Sie sang den Titel Buhat Nang Kita'y Makilala (Since I Met You) und gewann den dritten Platz als jüngste Teilnehmerin. Velasquez nahm zudem an mehreren Gesangswettbewerben im Land teil. Als sie neun Jahre alt war, zogen ihre Familie und sie nach Balagtas, Bulacan, wo sie an die Central School Balagtas ging. Später ging sie an der St. Lawrence Academy zur Schule, dort nahm sie beim jährlichen BULPRISA (Bulacan Private School Association) teil, wo sie das Gesangssolo und Duett für ihre Schule gewinnen konnte. Ihre Eltern sparten Geld von den Wettbewerben, um neue Kleider zu nähen. Velasquez leidet an Legasthenie, welche es ihr schwierig macht, Texte zu lesen und neue Lieder zu lernen. Des Weiteren schielt sie, dies kann man auch auf früheren Alben sehen. Aber ihr Talent und ihre Entschlossenheit halfen ihr, 67 von 300 Wettbewerben zu gewinnen.
Mit 14 nahm Velasquez am „Ang Bagong Kampeon“, einem hochrangigen nationalen Gesangswettbewerb von Bert „Tawa“ Marcelo und Asiens „Königin der Lieder“, Pilita Corrales, teil.

### 1988–1991: Durchbruch
1989 wurde Regine ausgewählt, die Philippinen beim Asia-Pacific Singing Contest in Hongkong zu vertreten. Am 23. Dezember gewann sie schließlich den ersten Preis mit den Liedern You’ll Never Walk Alone aus Carousel und And I Am Telling You I’m Not Going aus Dreamgirls. Einer der erfahrensten Sänger der Philippinen, Jose Mari Chan, wählte Velasquez aus, mit ihr ein Duett für sein Album Constant Change aufzunehmen. Das Album wurde mit dem „Certified Diamond Record Award“ der PRIMA (gleichbedeutend mit 10 Platin-Auszeichnungen) ausgezeichnet.
Im Jahre 1990, gab die Cameron Macintosh Group, die Macher von Les Misérables und Miss Saigon, Regine Flugtickets, um ihr die Chance zu geben an einem Vorsingen in New York teilzunehmen.
Cameron Macintosh war so beeindruckt, dass er ihr und Jamie Rivera mehrere Rollen anbot, jedoch lehnte Regine das Angebot ab und blieb in den Philippinen, da sie der Meinung war, nicht über genug Bühnenerfahrung zu verfügen.
Velasquez unterschrieb einen Plattenvertrag bei Vicor Music und veröffentlichte mehrere Alben. Ihr erstes Album hieß Nineteen 90. Das Album beinhaltete Narito Ako (Hier bin ich), ihr erstes von Ogie Alcasid verfasste Lied, sowie I Have To Say Goodbye und Promdi. Ihr erstes Solo-Konzert, Narito Ako, war ein nur mit Stehplätzen ausgestatteter Raum im Volkskunsttheater, mit Gary Valenciano als Gast-Künstler. Velasquez’ erstes US-Solo-Konzert, Narito Ako sa New York (Hier bin ich in New York), wurde in der Haupthalle der Carnegie Hall am 11. Oktober 1991 als eine von hunderten Veranstaltungen zur Hundertjahrfeier gehalten. Velasquez ist damit die erste Philippinin und sogar erste Asiatin, die ein Solokonzert in diesen ehrbaren Hallen hatte (die erste philippinische Gruppe war die Apo Hiking Society).
Das Album Tagala Talaga beinhaltete ihre Nachahmungen einiger klassischen philippinischen Kompositionen von Nonong Pedero, Willy Cruz, George Canseco, Louie Ocampo, Freddie Aguilar und nationalen Künstlern wie Ryan Cayabyab, Lucio D. San Pedro und Levi Calerio.

### 1993–1998: Asiatische Musikszene

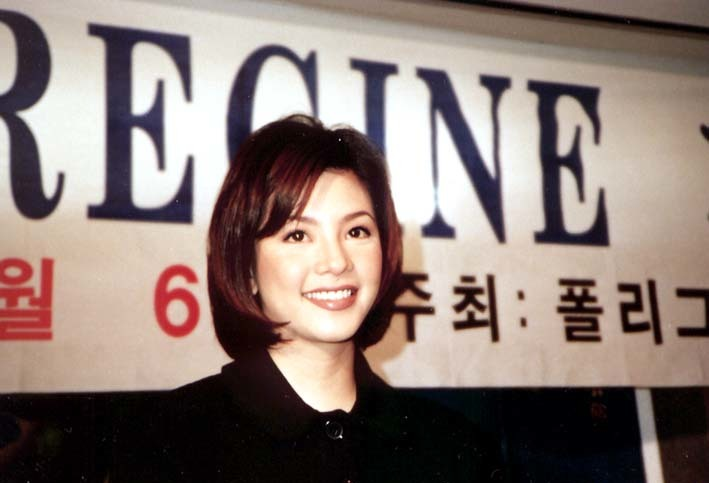
Velasquez in Korea, 1996

Ihr viertes Album Reason Enough wurde 1993 veröffentlicht und erreichte Platin-Status. Es enthält Sana Maulit Muli, Babalikang Muli und ihr Duett mit Gary Valenciano Slip Away. Es beinhaltet ebenfalls ein Duett mit Paul Anka, It’s Hard to Say Goodbye, eine Coverversion von Laura Branigans Foolish Lullaby. 
PolyGram Records veröffentlichten 1994 Velasquez’ erstes panasiatisches Album, Listen Without Prejudice (Regines Lieblingsalbum). Das Album beinhaltet In Love with You, ein Duett mit Jacky Cheung, Follow the Sun, sowie What Kind of Fool Am I? und Reason Enough. Das Album wurde in Hongkong, Singapur, Malaysia, Taiwan, Korea, Thailand und anderen asiatischen und westlichen Ländern veröffentlicht.

## Labels
- Vicor (1990–1991);
- Polygram (1993–1998);
- Viva Records (1998–2006);
- Universal Records (2006–heute)

## Stimme
Regines Stimme umfasst vier Oktaven. Sie singt Koloratursopran, Sopran-Stimme mit Koloratur-Fähigkeit, das heißt einer besonderen Beweglichkeit vor allem im hohen Register. Velasquez singt hauptsächlich mit ihrem Bruststimmregister, welches ihr ermöglicht, C5-B5-Noten durchgehend zu singen.
Live Stimmumfang:
- Tiefste Stimmlage: B2 (Bringin’ on Heartbreak)
- Höchste Brust Note: B5 (Reasons)
- Höchstes Falsett: B6 (I Know)